# Beniarbeig
Beniarbeig è un comune spagnolo situato nella comunità autonoma Valenciana.

## Collegamenti esterni

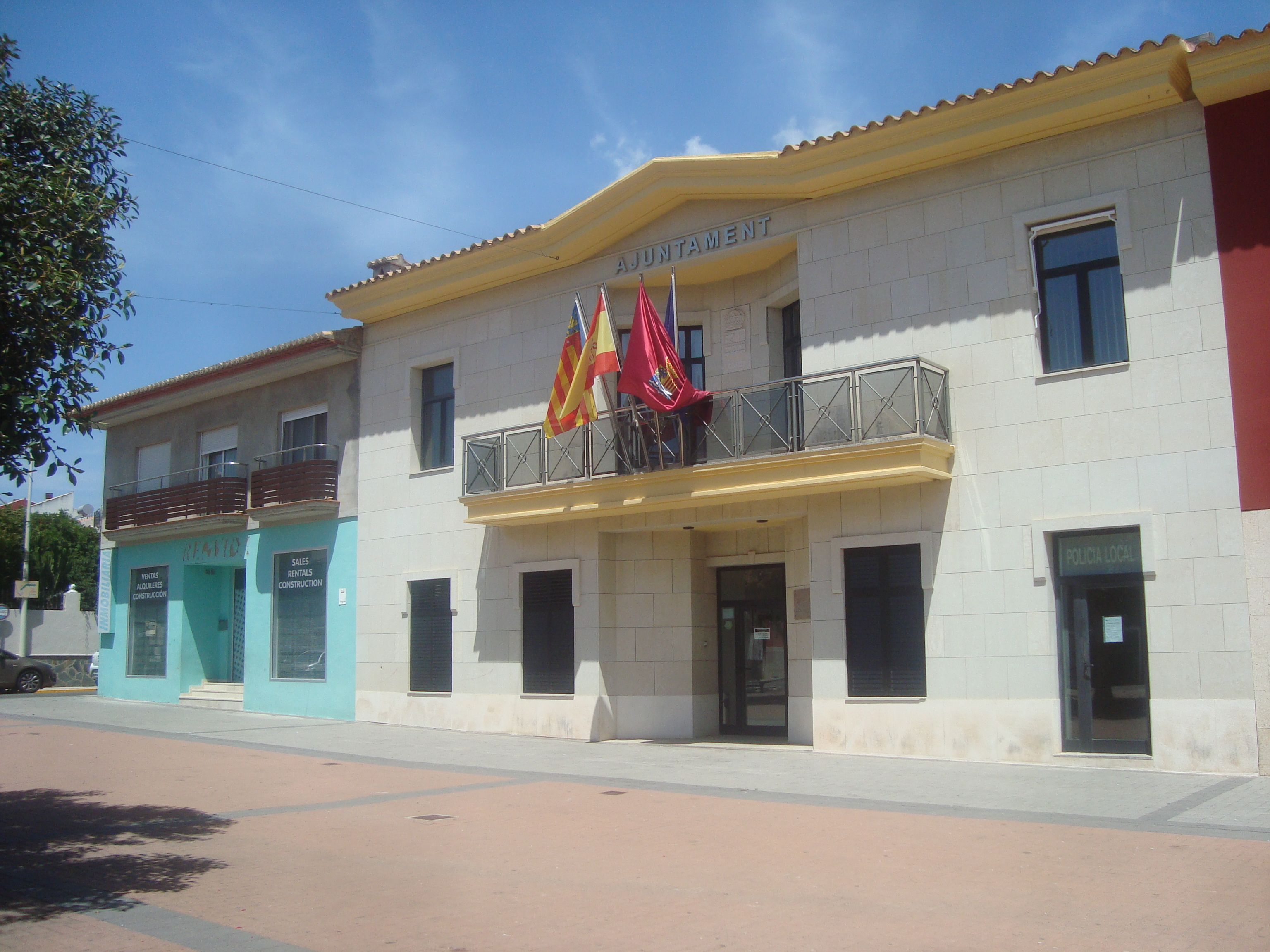
Beniarbeig (Alicante).